# Sebastián Macías Correa
Sebastián Macías Correa (Bello, Antioquia, Colombia; 19 de junio de 1996) es un futbolista colombiano. Juega como Defensa y actualmente se encuentra sin equipo.

## Clubes
| Club                   | País     | Año         | Partidos |
| ---------------------- | -------- | ----------- | -------- |
| Independiente Medellín | Colombia | 2015 - 2019 | 62       |
| Deportivo Pasto        | Colombia | 2021        | 1        |

## Palmarés

### Campeonatos nacionales
| Título          | Club                   | País     | Año  |
| --------------- | ---------------------- | -------- | ---- |
| Torneo Apertura | Independiente Medellín | Colombia | 2016 |